# Les Vampires (film, 1957)
Pour les articles homonymes, voir Les Vampires.
Pour plus de détails, voir Fiche technique et Distribution.
Les Vampires (I vampiri) est un film d'épouvante gothique italien sorti en 1957. Réalisé par Riccardo Freda qui déserta le plateau après une dispute avec les producteurs, il a été retravaillé et achevé par le chef opérateur Mario Bava.
Le film se déroule à Paris, dans les années 1950. De nombreux cadavres de jeunes filles sont retrouvés vidés de leur sang. Le journaliste Pierre Latin, bien décidé à élucider le mystère, s'implique encore plus profondément dans l'enquête après l'enlèvement par le « vampire » de sa compagne.
Il est considéré comme le premier film d'épouvante du cinéma parlant italien. L'action du film est située à Paris alors que le film est tourné au studio Titanus à Rome.

## Synopsis
En 1957, à Paris, une série de meurtres mystérieux sont commis sur des jeunes femmes du même groupe sanguin qui sont retrouvées mortes et vidées de leur sang. La presse rapporte que ces meurtres sont le fait d'un meurtrier surnommé « le vampire ». Le journaliste Pierre Lantin (Dario Michaelis) commence à enquêter est elle-même enlevée. Alors que l'inspecteur Chantal (Carlo D'Angelo) examine la scène de l'enlèvement de la danseuse Nora Duval, Lantin devine que le forfait a été commis par le Vampire. Lantin enquête dans l'école où s'est produit le dernier meurtre à la recherche d'indices et découvre que la victime était suivie par un homme de grande taille avant le meurtre. Pendant ce temps, un homme nommé Joseph (Paul Muller) mendie sa dose dans une pièce sombre, mais on lui dit d'aller chercher une femme nommée Lorette (Wandisa Guida) et qu'il « saura quoi faire » rue Saint-Étienne. Joseph arrive sur place et se fait repérer par Lantin, mais parvient à lui échapper. Joseph arrive à la clinique du professeur Julian du Grand (Antoine Balpêtré) et exige de l'argent pour quitter la ville sous peine de tout dénoncer à la police. Il est alors étranglé par l'assistant de Du Grand. À ce moment, une certaine Marguerite fait irruption et prévient Du Grand que si la police les retrouve, ce sera la fin de sa carrière. Un gros titre de journal révèle plus tard que le professeur Julian du Grand est mort de façon inattendue.
Durant la procession funéraire de Julian, un groupe d'hommes se présente et révèle que le corps est en réalité celui de Joseph. Le cadavre de Joseph est transporté dans un château, où il est soumis à des expériences par Julian, qui tente de découvrir le secret de la vie éternelle. Plus tard, Lorette rencontre dans la rue un aveugle qui lui demande de lui déposer une lettre. En déposant la lettre, elle est enlevée et se retrouve séquestrée dans une pièce avec les squelettes des précédentes victimes du Vampire. Alors que la police tente de retrouver les ravisseurs de Lorette, Lantin est réaffecté au suivi de l'histoire du Vampire et doit couvrir un bal au château de Du Grand. Au château, il rencontre Gisèle (Gianna Maria Canale), qui exprime son admiration pour Lantin car il lui rappelle son père. Lantin quitte la fête poursuivi par le photographe Ronald. Lantin déclare qu'il ne veut pas troubler les émotions de Gisèle, ce qui amène Ronald à revenir dans le château pour déclarer son amour à Gisèle. Gisèle le rejette alors que son visage commence à vieillir sous ses yeux et qu'elle lui révèle que chaque personne assassinée pour elle lui rend sa jeunesse pour une courte durée. Pour que Ronald ne trahisse pas son secret, elle l'assassine alors d'un coup de pistolet. Gisèle fait alors appel au professeur Julian pour qu'il lui rende définitivement la jeunesse éternelle. Julian déclare que dans son état émotionnel fragile, cela pourrait ne pas fonctionner, mais il commence à transférer expérimentalement la jeunesse et la beauté de Lorette à Gisèle.
Gisèle rencontre Pierre le lendemain alors qu'elle récupère un tableau. Il remarque chez elle un comportement étrange, comme le fait d'écrire avec la mauvaise main, ce qui l'amène à retourner au château pour enquêter davantage. Gisèle commence à tomber malade à cause de sa précédente expérience et fait appel au professeur Du Grand pour l'aider. Alors que Pierre s'apprête à repartir, Joseph se réveille dans le laboratoire de Du Grand. Pierre déclenche une alarme, ce qui le pousse à courir hors du château où il rencontre Joseph désorienté. Pierre emmène Joseph au poste de police où il révèle qu'il était le ravisseur des jeunes femmes, mais que les gens du château sont les vrais meurtriers. La police arrive à la recherche de Marguerite, mais ne trouve que Gisèle qui nie connaître Joseph. Pierre et la police explorent le château sans trouver d'indices. En partant, Gisèle commence à se retransformer en Marguerite sous leurs yeux, ce qui entraîne une fouille d'ampleur de tout le château. Une fusillade s'engage entre l'assistant de Du Grand et la police, laissant l'assistant et Du Grand abattus. Cela conduit la police à ouvrir sa tombe, où elle trouve Lorette. Lorette est renvoyée chez elle et l'inspecteur Chantal révèle que Giselle a avoué les crimes et est morte peu après.

## Fiche technique
- Titre original italien : I vampiri[3]
- Titre français : Les Vampires ou Le Vampire de Notre-Dame[4]
- Réalisation : Riccardo Freda et Mario Bava
- Scénario : Riccardo Freda, Piero Regnoli et Rijk Sijöstrom
- Photographie : Mario Bava
- Montage : Roberto Cinquini (it)
- Musique : Franco Mannino et Roman Vlad
- Décors et costumes : Beni Montresor
- Maquillage : Francesco Freda
- Production : Luigi Carpentieri, Ermanno Donati (it) et Goffredo Lombardo
- Sociétés de production : Titanus Produzione, Athena Cinematografica
- Pays de production :  Italie
- Langue de tournage : italien
- Format : Noir et blanc - 2,35:1 - Son mono - 35 mm
- Genre : Film fantastique d'épouvante gothique
- Durée : 85 minutes
- Dates de sortie : 
  - Italie : 6 avril 1957 (Turin) ; 14 avril 1957 (Milan) ; 29 mai 1957 (Rome)
  - France : 23 octobre 1957 (Lyon) ; 27 novembre 1957 (Marseille) ; 10 janvier 1958 (Paris)
- Classification :
  - France : interdit aux moins de 16 ans

## Distribution
- Gianna Maria Canale : Giselle du Grand
- Carlo D'Angelo (it)  (VF : Pierre Gay) : Inspecteur Chantal
- Dario Michaelis (it)  (VF : Marc Cassot) : Pierre Lantin
- Wandisa Guida  (VF : Joelle Janin) : Lorrette Robert
- Angelo Galassi  (VF : Jean-Louis Jemma) : Ronald Fontaine
- Antoine Balpêtré  (VF : lui-même) : Dr. Julien du Grand
- Paul Muller : Joseph Signoret
- Riccardo Freda : Le docteur (non crédité)
- Charles Fawcett  (VF : Gérard Férat) : le père de Laurette
- Emilio Petacci (VF : Serge Nadaud)  : l'antiquaire

## Production

### Genèse et développement
À l'époque où Les Vampires était en cours de développement, les productions cinématographiques italiennes connaissaient une croissance exponentielle, passant de 25 films en 1945 à 204 en 1954. Cette croissance a permis aux cinéastes italiens d'aborder de nouveaux genres et de nouveaux styles qui n'avaient pas été tentés auparavant. En 1956, le directeur général de Titanus, Goffredo Lombardo, a annoncé que les productions cinématographiques italiennes devaient viser un marché européen au lieu de se limiter au marché italien. Pendant la production du film Le Château des amants maudits (1956), le réalisateur Riccardo Freda et son ami, le chef opérateur Mario Bava, discutent de l'idée de développer un film d'épouvante. Les films d'épouvante avaient été interdits en Italie dans les années 1930 et 1940, alors qu'un nouveau goût pour le macabre se développait. Le critique Goffredo Fofi écrit en 1963 que « les fantômes, les monstres et le goût pour l'épouvantable apparaissent lorsqu'une société s'enrichit et s'industrialise, ce qui s'accompagnent alors d'un état de bien-être qui commence tout juste à exister et à se développer en Italie »,.
L'ambition de Freda de faire un film d'épouvante découle de son désir de faire des films dans le style fantastique, estimant que seuls les Américains et les expressionnistes allemands avaient jusque-là été capables de faire de tels films,. L'Italie avait pourtant déjà produit quelques films d'horreur, comme le pionnier Il mostro di Frankenstein (1920) réalisé par Eugenio Testa, ou Il caso Haller (1933) d'Alessandro Blasetti, deux films qui sont désormais considérés perdus. D'autres films précurseurs incorporent des éléments d'épouvante à l'instar du mélodrame gothique Malombra (1942) de Mario Soldati, de la comédie fantastique La Machine à tuer les méchants (1952) de Roberto Rossellini mettant en scène le diable en personne, ou de La Couronne de fer (1941) d'Alessandro Blasetti, un film de propagande fasciste où plusieurs rois se disputent une sainte relique dotée de pouvoirs magiques.
Freda approche le producteur de films Luigi Carpentieri pour mener ce projet à bien alors même qu'il n'a pas encore formulé l'esquisse d'un scénario. Promettant qu'il aurait quelque chose pour eux le lendemain, il revient avec une cassette audio avec des effets sonores. Carpentieri téléphone à Goffredo Lombardo pour le convaincre davantage. Freda fait suivre sa cassette de la promesse que son scénario pourrait passer la censure et être tourné en 12 jours, ce qui convainc le producteur qui autorise Freda à créer ce qui deviendra Les Vampires,. Il s'agissait d'une production à petit budget, Donati et Capentieri d'Athena et Titanus de Lombardo ayant investi 32 millions de lires chacun dans le film. Le budget initial était de 97 000 000 de lires, qui est ensuite passé à 142 000 000 pour sa post-production et sa sortie après que le format du film ne change en CinemaScope panoramique.

### Scénario
Le scénario des Vampires est attribué à Piero Regnoli ainsi qu'à l'écrivain et scénariste de fiction Rijk Sijöstrom,,. L'histoire du film comporte des contributions de Freda, qui n'a mentionné Regnoli qu'au cours du processus d'écriture,,. Freda et Regnoli ont tous deux joué dans le film, respectivement dans les rôles du médecin de l'autopsie et de M. Bourgeois. Freda a fait en sorte que le film se déroule dans les années 1950, et non pas au XVIIIe siècle ou au XIXe siècle, afin de réduire le coût de la reconstitution d'un décor d'époque et d'augmenter le réalisme et la proximité avec le public. Cela inclut les crimes commis par le personnage de Gianna Maria Canale, Giselle Du Grand, qui sont inspirés de la légende d'Élisabeth Báthory qui se baignait dans le sang des vierges pour rester jeune,,. Une autre influence que Freda a reconnue est la nouvelle La Chute de la maison Usher d'Edgar Allan Poe, avec son parallèle suggéré entre l'ambiance dépravée et décadente qui se dégage des décors et le personnage de vampire de Canale.

### Attribution des rôles

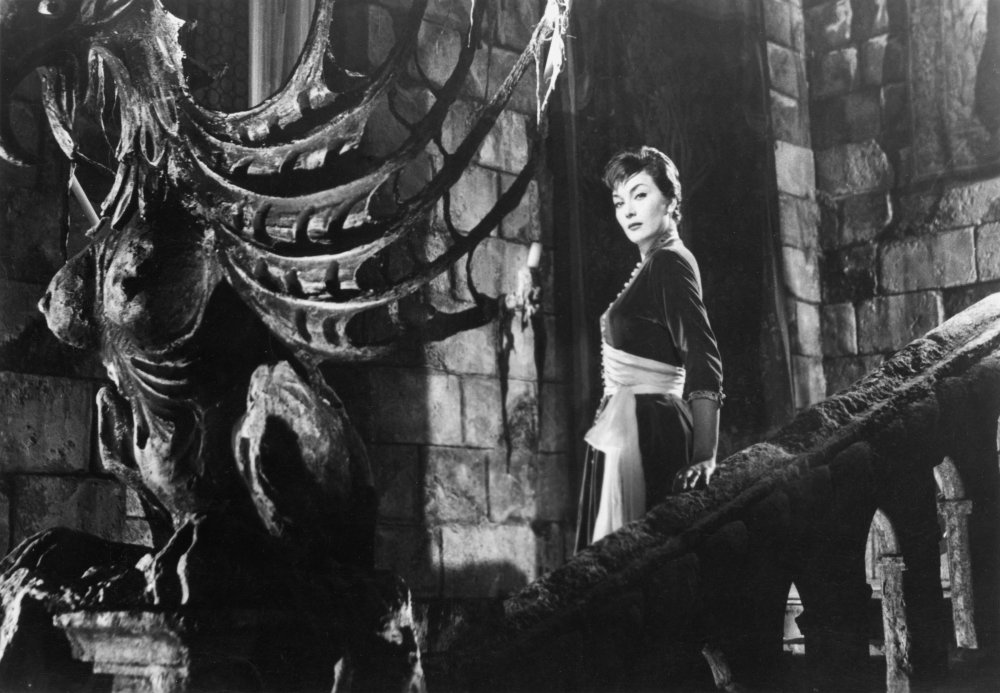
Gianna Maria Canale dans le rôle de Giselle du Grand dans Les Vampires, qui sera le dernier film sur lequel le réalisateur Riccardo Freda et elle travailleront ensemble.

Gianna Maria Canale tient le rôle principal féminin du film, bien qu'elle n'en voulait pas au départ. Ce film est le dernier des nombreux films qu'elle a tournés avec Freda. Freda et Canale avaient travaillé ensemble pour la première fois sur Le Chevalier mystérieux (1948) ; leur relation conduit Freda à quitter sa femme pour partir avec Canale au Brésil où ils tournent Guarany et O Caçula do Barulho. À leur retour en Italie, Canale aura le premier rôle féminin dans presque tous ses films, notamment Il conte Ugolino, Spartacus et Théodora, impératrice de Byzance.

### Tournage
Le tournage commence à Rome en 1956. Le film est une production à petit budget car Lombardo avait peu d'estime pour les films d'épouvante. Freda et son équipe ont utilisé principalement des décors existants, avec une seule scène au bord de la rivière Aniene filmée à l'extérieur du studio. Le film a été tourné en noir et blanc par le chef opérateur Mario Bava, qui pensait que ce style conviendrait mieux aux effets spéciaux du film et permettrait de réduire le budget,. Bava a travaillé sur les effets spéciaux du film sans être crédité. L'un de ses effets consistait à maquiller Gianna Maria Canale pour rendre à l'écran son vieillissement accéléré en utilisant des lumières colorées, invisibles en noir et blanc, qui soulignaient progressivement les différentes couches de maquillage appliquées sur le visage de l'actrice. Un effet spécial semblable avait été employé dans des films plus anciens, comme Docteur Jekyll et M. Hyde (1931) de Rouben Mamoulian, ainsi que dans certains films contemporains, notamment Le Pénitencier de la peur (1957) de László Kardos.
L'accord de Freda avec ses producteurs n'a tenu que jusqu'au 12e jour de production lorsqu'il a quitté le plateau après une dispute avec les producteurs. Cela a alors permis à Mario Bava d'intervenir pour terminer le film dans les deux jours suivants. Les raisons pour lesquelles Freda a quitté la production diffèrent et vont d'un malentendu entre Freda et les producteurs à la déclaration de Bava selon laquelle Freda prenait trop de temps pour réaliser le film. La fin proposée par Bava était différente de la fin initiale de Freda, qui prévoyait qu'on retrouve l'héroïne morte pendue. Parmi les modifications apportées par Bava pour terminer le film, il y a surtout les séquences finales (Valentin au chevet de Laurette ; les pesants éclaircissements apportés par l’inspecteur Santel), ainsi que la première rencontre entre Valentin et Laurette. Un changement notable est également le changement du personnage secondaire du journaliste qui devient le personnage principal et la suppression d'une intrigue secondaire concernant un criminel démembré qui revient à la vie après avoir été réassemblé. Bava a également prolongé d'autres parties du film avec des images d'archives et des montages de coupures de journaux.

## Exploitation
Les Vampires est sorti en Italie le 5 avril 1957 à Sanremo. Il a enregistré un total de 852 381 entrées (rapportant 125,3 millions de lires de recettes, c'est-à-dire bien moins que ses 140 millions de budget) lors de sa sortie initiale en salle, bien en deçà de Pauvres mais beaux de Dino Risi, le premier film italien de la saison 1956-57 qui caracole à 6,8 millions d'entrées, et loin derrière Guerre et Paix de King Vidor qui atteint 15,7 millions d'entrées. Le film n'a pas été un succès non plus en France. Freda a jugé que cet échec commercial en Italie est dû au fait que le public ne trouvait pas crédible l'idée d'un film d'épouvante italien. Pour son film suivant, Caltiki, le monstre immortel, Freda décide d'utiliser un pseudonyme anglais, Robert Hampton, pour faire accroire que le film n'était pas italien,. Freda reviendra au film d'épouvante gothique cinq ans plus tard avec son film L'Effroyable Secret du docteur Hichcock. D'autres membres de l'équipe réaliseront des films d'épouvante après Les Vampires, dont le scénariste Piero Regnoli qui met en scène Des filles pour un vampire (1960) et Bava, qui devient le chef opérateur de Caltiki, le monstre immortel de Freda puis réalise Le Masque du démon (1960),.
Les Vampires est le premier film d'épouvante italien de l'ère sonore, après l'unique film d'horreur muet Il mostro di Frankenstein (1920). Le film n'a pas lancé une nouvelle vague de films d'épouvante italiens. Le British Film Institute écrit qu'il a fallu attendre le succès international du Masque du démon de Mario Bava pour lancer la mode de films d'horreur en Italie. Le scénariste italien Ernesto Gastaldi a suggéré que ce n'est qu'après la sortie italienne du Cauchemar de Dracula (1958) de Terence Fisher qu'une « avalanche de films de vampires a envahi les écrans ».

### Accueil critique
À sa sortie, un article de La Stampa juge que le film sort de l'ordinaire et qu'il parvient à être efficace au milieu d'un folklore de toile d'araignée et de crânes. L'article ajoute que la maquillage de Gianna Maria Canale rappelle la magicienne Alcina dans le poème Orlando furioso de L'Arioste et termine en soulignant la chance qu'a eu le film d'être parvenu à contourner la censure. 
Martyn Conterio, dans son ouvrage sur Le Masque du démon, écrit qu'« il serait exagéré de dire que Les Vampires est un chef-d'œuvre négligé, mais c'est une œuvre extrêmement sous-estimée qui pose très intelligemment les jalons dont un film d'horreur moderne pourrait s'inspirer ». Louis Paul a écrit une critique négative du film dans son livre sur les réalisateurs italiens de films d'horreur, estimant que le film a subi trop d'influences néfastes du cinéma néoréaliste, avec une façon de filmer trop statique. Il a également estimé que le film consacre trop de temps au personnage de Dario Michaelis et aux « scènes d'enquête policière interminables et abrutissantes ».
Selon Fantafilm : « Défini comme le premier film d'épouvante de l'histoire du cinéma italien, Les Vampires n'est pas vraiment un film de vampires mais plutôt un conte gothique qui réinterprète certains éléments caractéristiques du film fantastique de nombreux films américains. [...] Peu apprécié en Italie au moment de sa sortie, le film a été réévalué avec enthousiasme, notamment par la critique française ».
DVDclassik fait une analyse élogieuse des décors :

« Privés de figuration ou presque, Freda et son chef opérateur légendaire ont une idée de génie, écraser d’une lumière blanche et surexposée les plans diurnes de leur Paris improvisé, ce qui en accentue le caractère fantomatique. Saisie dans ce hiératisme extrême, la capitale semble s’être arrêtée de vivre, comme tétanisée sous la menace du vampire. A contrario, dès que la nuit déploie son manteau de ténèbres, l’écran large se meuble d’une profusion de lumières éparses et frémissantes, comme des flammèches de vie dans un environnement organique en décomposition. Rarement décor d’un film contemporain sera allé aussi loin dans la description d’une horreur aussi graphique : de la pièce où est retenue captive la pauvre Laurette, digne d’une véritable chambre des tortures, à la crypte ornée de têtes de squelettes blafards, chaque pierre semble imprégnée de la personnalité morbide de la Duchesse. »

— DVDclassik